# Viesebeck
Viesebeck ist ein Stadtteil von Wolfhagen im nordhessischen Landkreis Kassel.

## Geographische Lage
Viesebeck liegt 4,4 km nordnordwestlich der Kernstadt von Wolfhagen. Hindurch fließt der Bach vom Gerstenberg (Viesebecke), der östlich unterhalb des Dorfs in den Viesebeckerbach mündet. Die Ortschaft liegt an den ineinander übergehenden Kreisstraßen 92 und 24 (Gasterfeld–Viesebeck–Ehringen).

## Geschichte

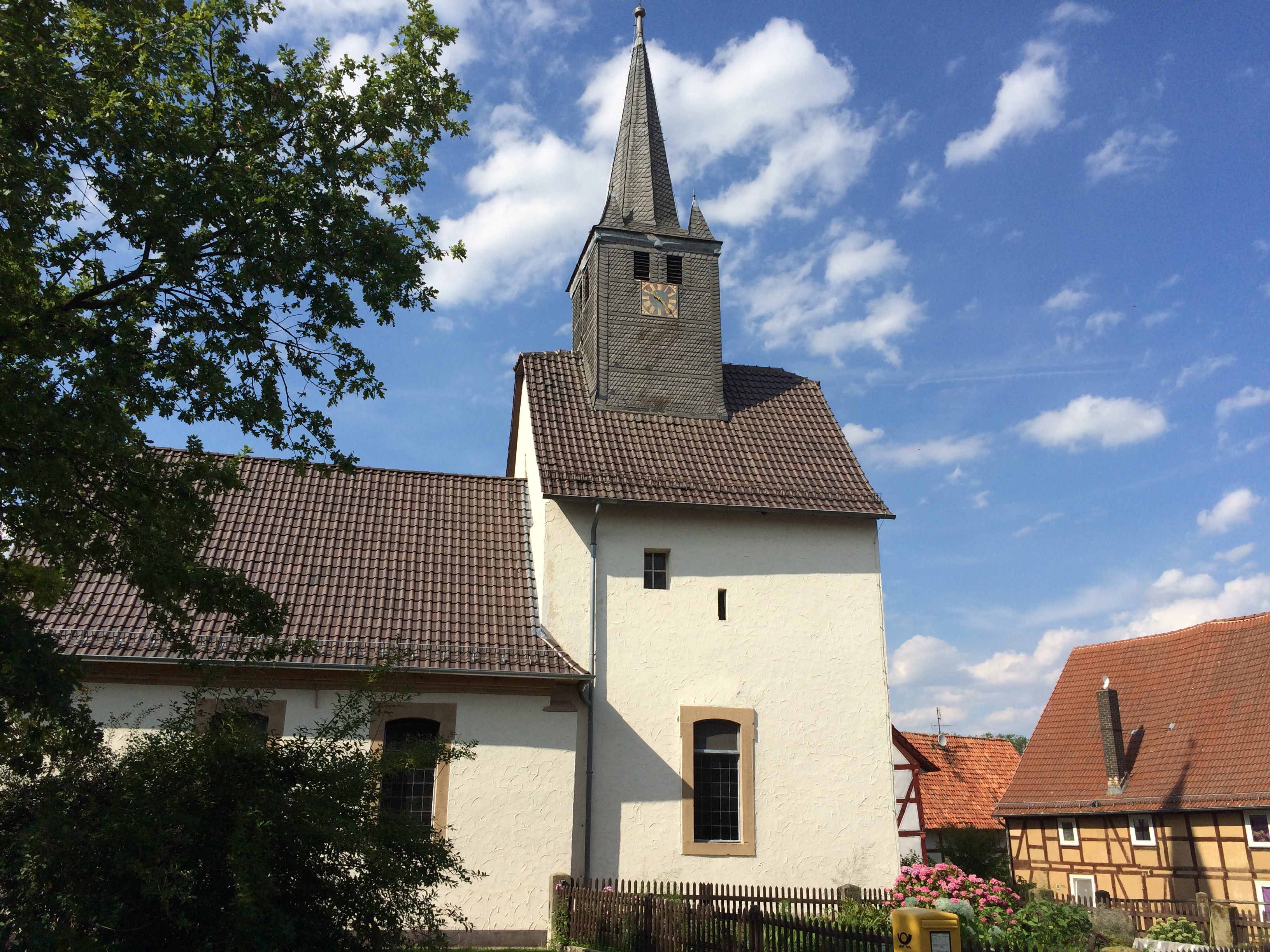
Ev. Kirche Viesebeck

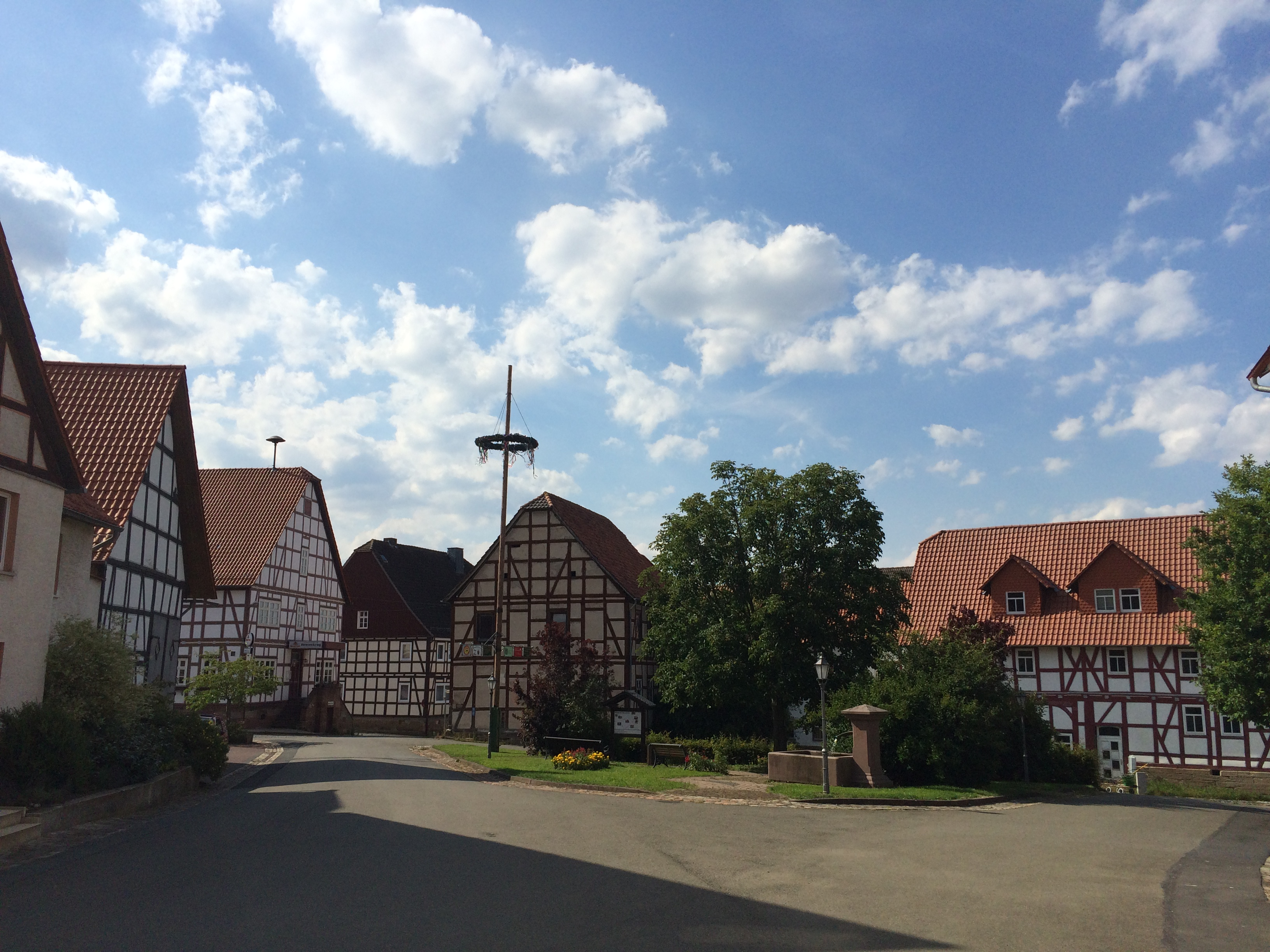
Dorfplatz Viesebeck

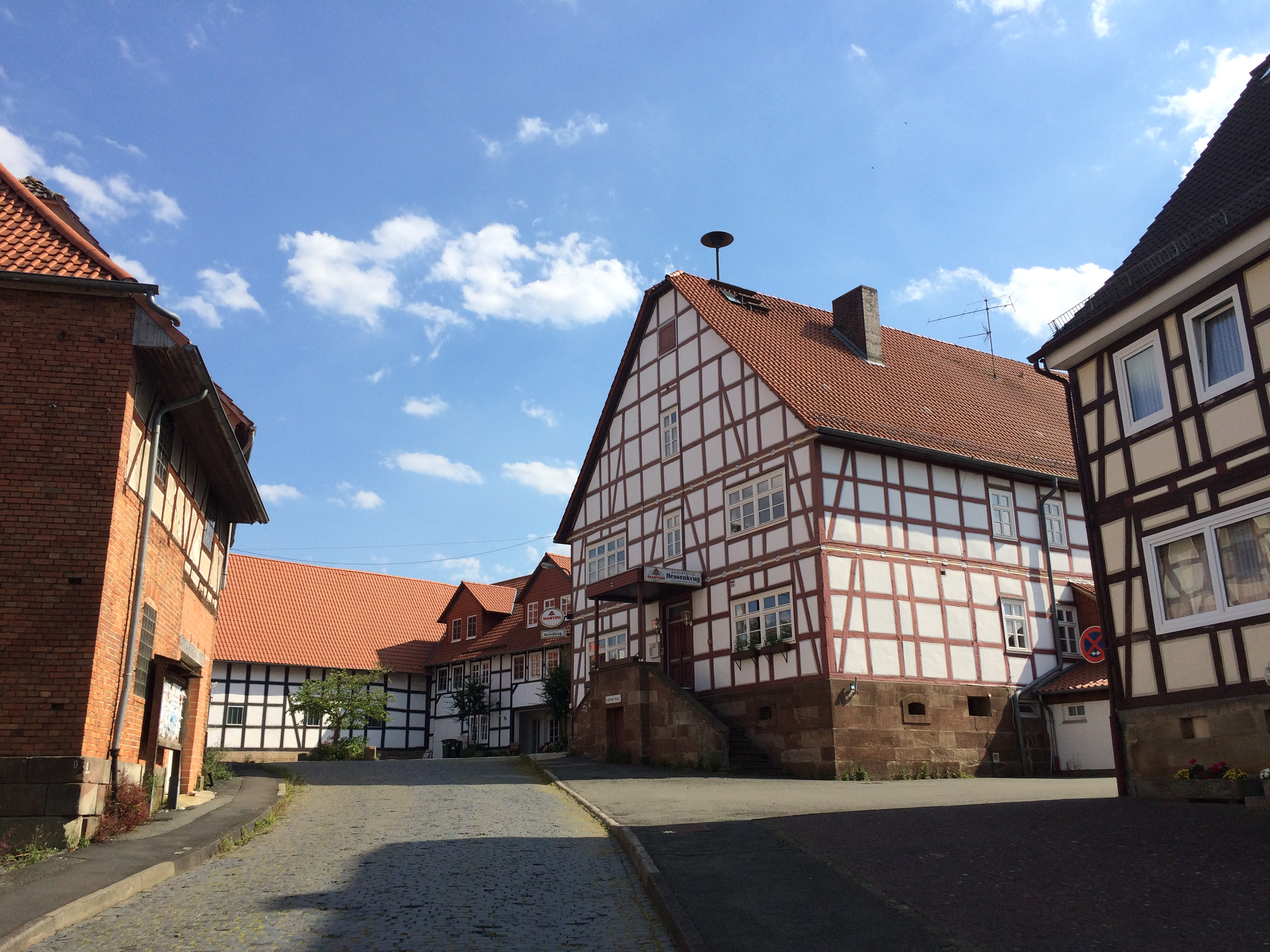
Elmarshäuser Straße

### Ortsgeschichte
Die älteste bekannte schriftliche Erwähnung von Viesebeck erfolgte unter dem Namen Visbike und wird in die Zeit 1107–1127 datiert. In erhaltenen Urkunden wurde der Ort in der Folge mit verschiedener Schreibweise des Ortsnamens erwähnt (in Klammern das Jahr der Erwähnung): Vissebeck (1234), Visbeke (1255), Fischbegke (1409), Vissebecke (1475), Fisebeck und Fiesebeck (1537).
Die 1740 renovierte Kirche – mit quadratischem Ostturm (mittelalterlicher Chorturm mit Schiff) – gilt als Wahrzeichen des Ortes.
Zum 1. Februar 1971 wurde die bis dahin selbständige Gemeinde Viesebeck im Zuge der Gebietsreform in Hessen auf freiwilliger Basis in die Stadt Wolfhagen eingemeindet. Für Viesebeck wurde, wie für alle nach Wolfhagen eingegliederten Gemeinden, ein Ortsbezirk mit Ortsbeirat und Ortsvorsteher nach der Hessischen Gemeindeordnung eingerichtet.
Im Rahmen des Dorferneuerungsprogrammes errichtete man in Gemeinschaftsarbeit von 1992 bis 2002 einen Spielplatz und eine Kegelanlage und gestaltete den Dorfplatz neu. Ein auf dem Kirchenvorplatz aufgestellter Naturfels mit Bronzefigur erinnert an eine biblische Erzählung: „Das Volk Israel während seiner Wüstenwanderung am Haderwasser (4. Moses 20, 2–13)“.

### Verwaltungsgeschichte im Überblick
Die folgende Liste zeigt die Staaten und Verwaltungseinheiten, denen Viesebeck angehörte:
- vor 1567: Heiliges Römisches Reich, Landgrafschaft Hessen, Amt Wolfhagen
- ab 1567: Heiliges Römisches Reich, Landgrafschaft Hessen-Kassel, Amt Wolfhagen
- 1787: Heiliges Römisches Reich, Landgrafschaft Hessen-Kassel, Amt Wolfhagen
- ab 1806: Landgrafschaft Hessen-Kassel, Amt Wolfhagen
- 1807–1813: Königreich Westphalen, Departement der Fulda, Distrikt Kassel, Kanton Wolfhagen
- ab 1815: Kurfürstentum Hessen, Amt Wolfhagen[8]
- ab 1821/22: Kurfürstentum Hessen, Provinz Niederhessen, Kreis Wolfhagen[9][Anm. 1]
- ab 1848: Kurfürstentum Hessen, Bezirk Kassel
- ab 1851: Kurfürstentum Hessen, Provinz Niederhessen, Kreis Wolfhagen
- ab 1867: Königreich Preußen, Provinz Hessen-Nassau, Regierungsbezirk Kassel, Kreis Wolfhagen
- ab 1871: Deutsches Reich, Königreich Preußen, Provinz Hessen-Nassau, Regierungsbezirk Kassel, Kreis Wolfhagen
- ab 1918: Deutsches Reich, Freistaat Preußen, Provinz Hessen-Nassau, Regierungsbezirk Kassel, Kreis Wolfhagen
- ab 1944: Deutsches Reich, Freistaat Preußen, Provinz Kurhessen, Landkreis Wolfhagen
- ab 1945: Amerikanische Besatzungszone, Groß-Hessen, Regierungsbezirk Kassel, Landkreis Wolfhagen
- ab 1946: Amerikanische Besatzungszone, Hessen, Regierungsbezirk Kassel, Landkreis Wolfhagen
- ab 1949: Bundesrepublik Deutschland, Hessen, Regierungsbezirk Kassel, Landkreis Wolfhagen
- ab 1971: Bundesrepublik Deutschland, Hessen, Regierungsbezirk Kassel, Landkreis Wolfhagen, Stadt Wolfhagen
- ab 1972: Bundesrepublik Deutschland, Hessen, Regierungsbezirk Kassel, Landkreis Kassel, Stadt Wolfhagen

## Bevölkerung

### Einwohnerstruktur 2011
Nach den Erhebungen des Zensus 2011 lebten am Stichtag, dem 9. Mai 2011, in Viesebeck 309 Einwohner. Darunter waren 9 (2,9 %) Ausländer.
Nach dem Lebensalter waren 30 Einwohner unter 18 Jahren, 132 zwischen 18 und 49, 75 zwischen 50 und 64 und 69 Einwohner waren älter. Die Einwohner lebten in 141 Haushalten. Davon waren 48 Singlehaushalte, 39 Paare ohne Kinder und 39 Paare mit Kindern, sowie 12 Alleinerziehende und 3 Wohngemeinschaften. In 36 Haushalten lebten ausschließlich Senioren und in 87 Haushaltungen lebten keine Senioren.

### Einwohnerentwicklung
- 1585: 37 Haushaltungen[1]
- 1747: 55 Haushaltungen[1]

| Viesebeck: Einwohnerzahlen von 1834 bis 2020 | Viesebeck: Einwohnerzahlen von 1834 bis 2020 | Viesebeck: Einwohnerzahlen von 1834 bis 2020 | Viesebeck: Einwohnerzahlen von 1834 bis 2020 | Viesebeck: Einwohnerzahlen von 1834 bis 2020 |
| --- | -------------------------------------------- | -------------------------------------------- | -------------------------------------------- | -------------------------------------------- |
| Jahr |                                              |                                              |                                              | Einwohner                                    |
| 1834 | 1834                                         |                                              | 358                                          | 358                                          |
| 1840 | 1840                                         |                                              | 396                                          | 396                                          |
| 1846 | 1846                                         |                                              | 395                                          | 395                                          |
| 1852 | 1852                                         |                                              | 394                                          | 394                                          |
| 1858 | 1858                                         |                                              | 398                                          | 398                                          |
| 1864 | 1864                                         |                                              | 406                                          | 406                                          |
| 1871 | 1871                                         |                                              | 405                                          | 405                                          |
| 1875 | 1875                                         |                                              | 389                                          | 389                                          |
| 1885 | 1885                                         |                                              | 404                                          | 404                                          |
| 1895 | 1895                                         |                                              | 356                                          | 356                                          |
| 1905 | 1905                                         |                                              | 352                                          | 352                                          |
| 1910 | 1910                                         |                                              | 355                                          | 355                                          |
| 1925 | 1925                                         |                                              | 323                                          | 323                                          |
| 1939 | 1939                                         |                                              | 313                                          | 313                                          |
| 1946 | 1946                                         |                                              | 525                                          | 525                                          |
| 1950 | 1950                                         |                                              | 486                                          | 486                                          |
| 1956 | 1956                                         |                                              | 402                                          | 402                                          |
| 1961 | 1961                                         |                                              | 418                                          | 418                                          |
| 1967 | 1967                                         |                                              | 418                                          | 418                                          |
| 1970 | 1970                                         |                                              | 409                                          | 409                                          |
| 1980 | 1980                                         |                                              | ?                                            | ?                                            |
| 1990 | 1990                                         |                                              | ?                                            | ?                                            |
| 2000 | 2000                                         |                                              | ?                                            | ?                                            |
| 2011 | 2011                                         |                                              | 309                                          | 309                                          |
| 2014 | 2014                                         |                                              | 308                                          | 308                                          |
| 2020 | 2020                                         |                                              | 309                                          | 309                                          |
| Datenquelle: Historisches Gemeindeverzeichnis für Hessen: Die Bevölkerung der Gemeinden 1834 bis 1967. Wiesbaden: Hessisches Statistisches Landesamt, 1968. Weitere Quellen: bis 1970; Stadt Wolfhagen; Zensus 2011 |                                              |                                              |                                              |                                              |

### Historische Religionszugehörigkeit
| • 1834: | 404 evangelische (= 100 %) Einwohner                              |
| • 1961: | 377 evangelische (= 90,19 %), 36 katholische (= 8,61 %) Einwohner |

## Politik
Für Viesebeck besteht ein Ortsbezirk (Gebiete der ehemaligen Gemeinde Viesebeck) mit Ortsbeirat und Ortsvorsteher nach der Hessischen Gemeindeordnung.
Der Ortsbeirat besteht aus sieben Mitgliedern. Bei den Kommunalwahlen in Hessen 2021 betrug die Wahlbeteiligung zum Ortsbeirat 60,38 %. Alle Kandidaten gehörten der „Wählergemeinschaft Viesebeck“ an. Der Ortsbeirat wählte Marcel Mander zum Ortsvorsteher.

## Kultur und Sehenswürdigkeiten

### Kirche
Die zu Viesebeck gehörende Evangelische Kirchengemeinde gehört mit der Evangelischen Kirchengemeinde Ehringen zum Kirchspiel Ehringen. Das Fenster im Chor der ev. Kirche zeigt den sinkenden Petrus, der von Jesus gerettet wird. Es wurde von den beiden nach Amerika ausgewanderten Brüdern Heinrich und Anton Bruchhäuser "zur Erinnerung an unsere in Gott ruhende Eltern ... und in dankbarer Liebe zu ihrer alten Heimat" 1914 gestiftet und von der Marburger Glasmalerei-Werkstatt K.J. Schultz Söhne gefertigt. Zum 100-jährigen Jubiläum des Fensters besuchten heute in New York lebende Nachfahren der Auswanderer dann Viesebeck als Ursprungsort ihrer Vorfahren.
(siehe auch: Nachtigallenburg)

### Wasserkunst
Die aus dem Mittelalter stammende „alte Wasserkunst“ wurde ebenfalls renoviert. Das Wasserrad pumpte ursprünglich das Wasser in einen 1911 erbauten Hochbehälter und sicherte so die Wasserversorgung des Ortes. Heute speist sie einen kleinen Brunnen auf dem Dorfplatz bei der Kirche.

### Regelmäßige Veranstaltungen
1701 wurde der Schützenverein gegründet, der zu Pfingsten das „Schützen- und Britzefest“ begeht (seit 2002 feiert man alle 2 Jahre).

## Söhne und Töchter des Ortes
- Christoph Schneider (1775–1816), deutscher Grebe und Abgeordneter